# Алексей Губарев
Алексе́й Алекса́ндрович Гу́барев е съветски военен летец и космонавт, осъществил 2 полета в космоса.

## Биография
Роден е на 29 март 1931 г. в с. Гвардейци, Самарска област, в селско семейство. През 1936 г. баща му умира и семесйството му се премества в Подмосковието, където ги заварва Втората световна война. През 1950 г. постъпва във Военноморското минно-торпедно авиационно училище. След завършването му през 1952 г. служи в частите на ВВС на СССР.
През 1961 г. завършва Военновъздушната академия „Ю. Гагарин“ и получава назначение в авиацията на Черноморския военноморски флот на СССР, където служи до зачисляването му в отряда на космонавтите като командир на ескадрила.
През 1963 г. е зачислен в отряда на съветските космонавти (Група ВВС № 2). Преминава пълния курс по общокосмическа подготовка. Преминава подготовка и по съветската лунна програма, в състава на групата усвоил военно-изследователския вариант на кораба „Союз“ (кораб 7К-ВИ). По-нататък се готви за космически полет на кораби тип „Союз“ и орбитални станции тип „Салют“.
През септември 1973 г. е командир на дублирающия екипаж (заедно с Георгий Гречко) при полета на космическия кораб „Союз 12“. Първия си полет извършва от 11 януари до 9 февруари 1975 г. заедно с Гречко като командир на космическия кораб „Союз 17“ и орбиталния комплекс „Салют-4“ – „Союз 17“. Продължителността на престоя му в космоса е 29 дни 13 часа 19 минути 45 секунди.
През 1976 г. преминава подготовка по програмата за сътрудничество със социалистическите страни „Интеркосмос“. Втория си полет извършва от 2 до 10 март 1978 г. заедно с чехословака Владимир Ремек като командир на космическия кораб „Союз 28“. Това е първият пилотиран полет по програмата „Интеркосмос“. Космонавтите работят на борда на орбиталния комплекс „Салют-6“ – „Союз 27“ – „Союз 28“ заедно с Юрий Романенко и Г. Гречко. Продължителността на престоя му в космоса е 7 дни 22 часа 16 минути.
| Космически полети на Алексей Губарев                               | Космически полети на Алексей Губарев | Космически полети на Алексей Губарев | Космически полети на Алексей Губарев | Космически полети на Алексей Губарев |
| №                                                                  | Дата                                 | КК                                   | Функции                              | Продължителност                      |
| ------------------------------------------------------------------ | ------------------------------------ | ------------------------------------ | ------------------------------------ | ------------------------------------ |
| 1                                                                  | 10 януари 1975                       | „Союз 17“                            | командир                             | 29 денонощия 13 часа 19 мин. 45 сек. |
| 2                                                                  | 2 март 1978                          | „Союз 28“                            | командир                             | 7 денонощия 22 часа 15 минути        |
| Сумарно време в космоса – 37 денонощия 11 часа 35 минути и 45 сек. |                                      |                                      |                                      |                                      |

През 1981 г. напуска отряда на космонавтите, но продължава службата си на командни длъжности в Център за подготовка на космонавти „Ю. Гагарин“. Сега вече в пенсия.
Член на КПСС от 1957 до 1991 г., генерал-майор от авиацията (1983).

## Награди
- Два пъти Герой на Съветския съюз (укази на Президиума на Върховния съвет на СССР от 12 февруари 1975 и 16 март 1978 г.)
- Два ордена „Ленин“
- Медал „За усвояване на целинните земи“ (1974)
- Девет юбилейни медали
- „Герой на ЧССР“ (Чехословакия, 27 април 1978)
- Орден "„Клемент Готвалд“" (Чехословакия)
- Медал за китайско-съветска дружба (1955)
- Медал „За укрепване на дружбата по оръжие“ I степен (ЧССР)
- Медал „Братство по оръжие“ I степен (ГДР)
- Златен медал „К. Циолковски“ на АН на СССР
- Златен медал „Ю. Гагарин“ на (FAI)
- Златен медал на Чехословашката академия на науките

Почетен гражданин на градовете Калуга (Русия); Аркалик, Целиноград, Екибастуз (Казахстан); Прага (Чехия).
На името на Алексей Губарев е наречена малка планета № 2544.